# Idaea lucia
Idaea lucia är en fjärilsart som beskrevs av Karl Schawerda 1931. Idaea lucia ingår i släktet Idaea och familjen mätare. Inga underarter finns listade i Catalogue of Life.